# Kang Sŏk-kyŏng
Kang Sŏk-kyŏng (nombre preferido por el gobierno coreano), nació el 10 de enero de 1951, es una escritora surcoreana que ha recibido numerosos premios.

## Biografía
Nació en Daegu y se graduó en la Universidad Femenina Ehwa en Seúl. Estudió Bellas Artes, pero empezó su carrera literaria casi por casualidad al participar en un concurso de creación literaria para pagarse la matrícula de los estudios de posgrado de crítica de escultura y arte. Debutó con las obras Raíces (Geun) y Open Game (Opeun Gaeim), con las que ganó el Premio de Ideología Literaria en 1974. Desde el comienzo demostró tener un gran talento y, tras más de treinta años de carrera literaria, sigue siendo una escritora prolífica y respetada.

## Obra
Su obra siempre se ha centrado en la búsqueda de uno mismo. Tuvo que tomar la difícil decisión de elegir entre bellas artes y la escritura, lo que le hizo reconocer que la vida está llena de diferentes caminos y disyuntivas que permiten vislumbrar nuestro verdadero yo.
Sus novelas de ficción pueden dividirse en dos categorías. En la primera, examina la búsqueda del verdadero yo desde la perspectiva de una artista cuyas pesquisas no están influenciados por ningún asunto social o político. En la segunda categoría, se centra en personas normales y muestra la forma en que las estructuras y convenciones sociales pueden dañar la dignidad humana. Muchas de sus obras tratan sobre las crueldades que encuentra en la sociedad coreana.
La literatura para Kang Sŏk-kyŏng es una forma de sanar las almas heridas y lo que le permite acercarse a la verdadera esencia de la vida humana. Su viaje a la India en 1992 le permitió tener la fuerte experiencia de un "universo infinito" y a resultas de ello comprendió que todas las obsesiones son primitivas por naturaleza. "La violencia es el origen de todas las opresiones", manifestó alguna vez. "La función de la literatura es romper con las falsas y superfluas preocupaciones que oscurecen la verdadera esencia de la vida humana y así contribuir a la expansión de la libertad del hombre...".

## Premios
- 2013 Premio Dongni de literatura[4]
- 2001 Premio de literatura Siglo XXI[5]
- 1986 Premio Today’s Writer
- 1986 Premio Nokwon de literatura
- 1974 Premio de Ideología Literaria en el rubro de escritores nóveles[6]

## Obras traducidas
- The Valley Nearby (inglés)
- Words of Farewell (inglés)

## Obras en coreano
- Open Game (Opeun gaeim 1974)
- Raíces (Geun 1974)
- Una habitación en el bosque (Supsok ui bang, 1985)
- El  valle cercano(Gakkaun goljjagi, 1989)
- Viaje a la India (Indo gihaeng, 1990)
- Toto fue a la India (Indoro gan ttotto, 1994)
- Todas las estrellas del mundo están en Lhasa (Sesang ui byeoleun da lasa e tteunda, 1996)
- El camino que lleva al sepulcro (Neung euro ganeun gil, 2000)